# Фиркирхен (Верхняя Бавария)
Фиркирхен (нем. Vierkirchen) — община в Германии, в земле Бавария.
Подчиняется административному округу Верхняя Бавария. Входит в состав района Дахау. Население составляет 4278 человек (на 31 декабря 2010 года). Занимает площадь 19,39 км².
Коммуна подразделяется на 13 сельских округов.